# Arnold van Westerhout
Arnold van Westerhout, (21. února 1651 Antverpy – 18. dubna 1724 Řím) byl vlámský malíř, kreslíř a rytec období raného baroka, mladší bratr rytce Alexandra a starší bratr rytce Balthasara van Westerhouta. Jeho dílo je technicky, tematicky i stylové rozmanité, zahrnuje, portréty, žánry, architekturu, krajiny i karikatury.

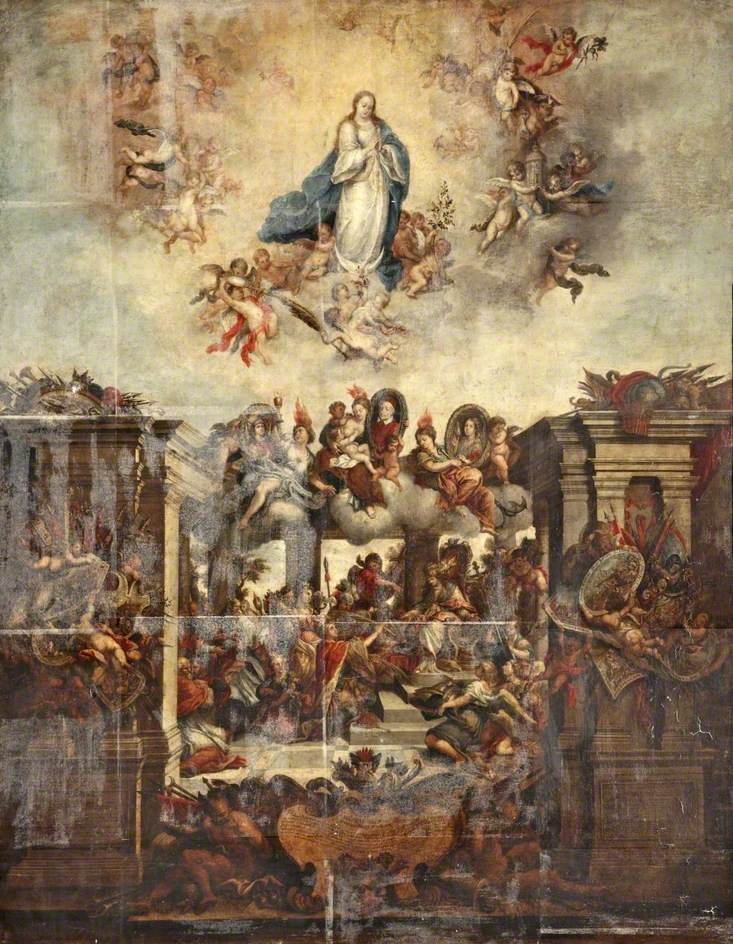
Giovanni Battista Lenardi a Arnold van Westerhout, Teologická alegorie Nanebevzetí Panny Marie, malba 1680-1700

## Život a kariéra
Narodil se v Antverpách, kde ho otec dal do učení k malíři Alexandru Goetiersovi (1637–1686).Později se k němu připojil mladší bratr Balthasar. Arnold byl zapsán v knize cechu svatého Lukáše z let 1665–1666 jako učedník a v cechovním roce 1673–1674 jako malíř. 
V letech 1665-1673 pracoval v Praze v ateliéru svého staršího bratra Balthasara van Westerhout. Vytvořili například grafický list univerzitní teze břevnovsko-broumovského opata Tomáše Sartoria. 
Po návratu do Antverp Arnold pracoval především jako kreslíř a rytec portrétů podle vlastních návrhů nebo návrhů jiných mistrů. V roce 1675 ho prslavilo 11 listů karikatur, které pod titulem Raccolta di Diverse Caricature delineate ed incise da Arnoldo van Westerhout Obra per la prima polta vydal v Římě Venanzio Monaldini. Dále nakreslil titulní ilustraci knihy o houbách Theatrum fungorum oft Het toneel der campernoelien od Franse van Sterbeecka, které v témže roce vydal v Antverpách Josef Jacobs. Roku 1679 v Benátkách pracoval na publikacích pro nakladatele Giovanniho Palazziho (1640–1703) ve spolupráci s antverpskými rytci Pieterem van Sickeleersem a Cornelisem van Merlenem, vydali například v roce 1679 Aquilae Austriacae pars secunda.
V roce 1681 van Westerhout přesídlil do Říma, žil v rezidenci nizozemského malíře a rytce Cornelise Bloemaerta. měl vlastní dílnu poblíž kostela Il Gesu. V letech 1685-1686 žil u tiskaře Jacquesa Blondeaua. Zúčastnil se několika kolektivních projektů knižních ilustrací. V roce 1716 se stal oficiálním rytcem vévody Františka Parmského.
Patřil k nejvýznamnějším římským rytcům své doby. 

## Dílo (výběr)
- Cyklus kreseb šesti římských císařů, technikou leptu provedl Cornelis van Merlen jako ilustrace knihy Aquilae Austriacae pars secunda (Orli Rakouska, část druhá) a roku 1679 vydal Giovanni Palazzi v Benátkách. Císař Rudolf II. je zobrazen s hadem a zemskou sféou na váhách.
- Antické památky - jejich popis a vyobrazení malbou, kresbou a mozaikou, lept Arnolda van Westerhout podle kresby Giovanni Battisty Lenardiho, frontispice knihy o architektuře císaře Konstantina Velikého De sacris aedificiis a Constantino Magno constructis : synopsis historica z roku 1693, kterou vydal český typograf a tiskař Jan Jakub Komárek v Římě, v oficíně u Anděla Strážce (v latinské popisce listu:"Ex Typographia Joannis Jacobi Romarek Bohemi»apud S. Angelum Cuftodem").[1]
- 11 scén z divadelní hry Il Greco in Troia... (Řekové v Tróji), uvedené ve  Florencii roku 1688 ke sňatku vévody Ferdinanda Medicejského s Violantou Beatrix Bavorskou.[2]
- Numismata pontificum Romanorum quae a tempore Martini V. usque ad annum M. DC. XCIX... (Mince římských papežů od martina V. do roku 1699), napsal Filippo  Buonanni v roce 1699, ilustrovalo několik rytců.[3]
- Vita del cavalier Gio. Lorenzo Bernino (Život Gianlorenza Berniniho), napsal Domenico Bernini; úvodní rytina portrétu podle obrazu Giovanniho Battisty Gaulli (1713)
- Vita effigiata della serafica vergine S. Teresa di Gesu,...(Život svaté panny Terezie od Ježíše/z Ávily), 1719
- Portréty generálů řádu jezuitů, podle předloh Niccola Galeottiho, vydány posmrtně roku 1748

## Galerie

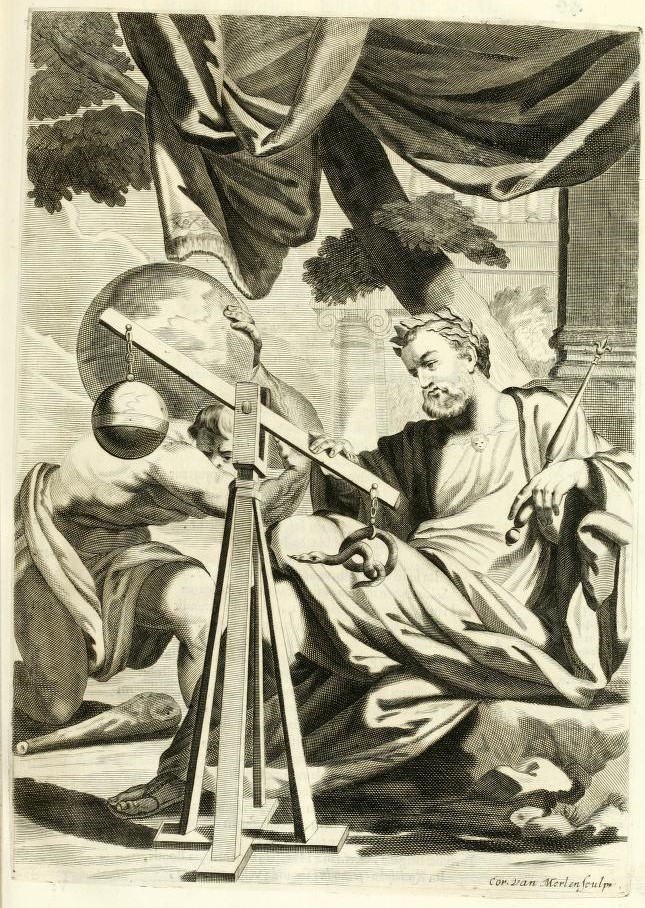
Císař Rudolf II. (1679)
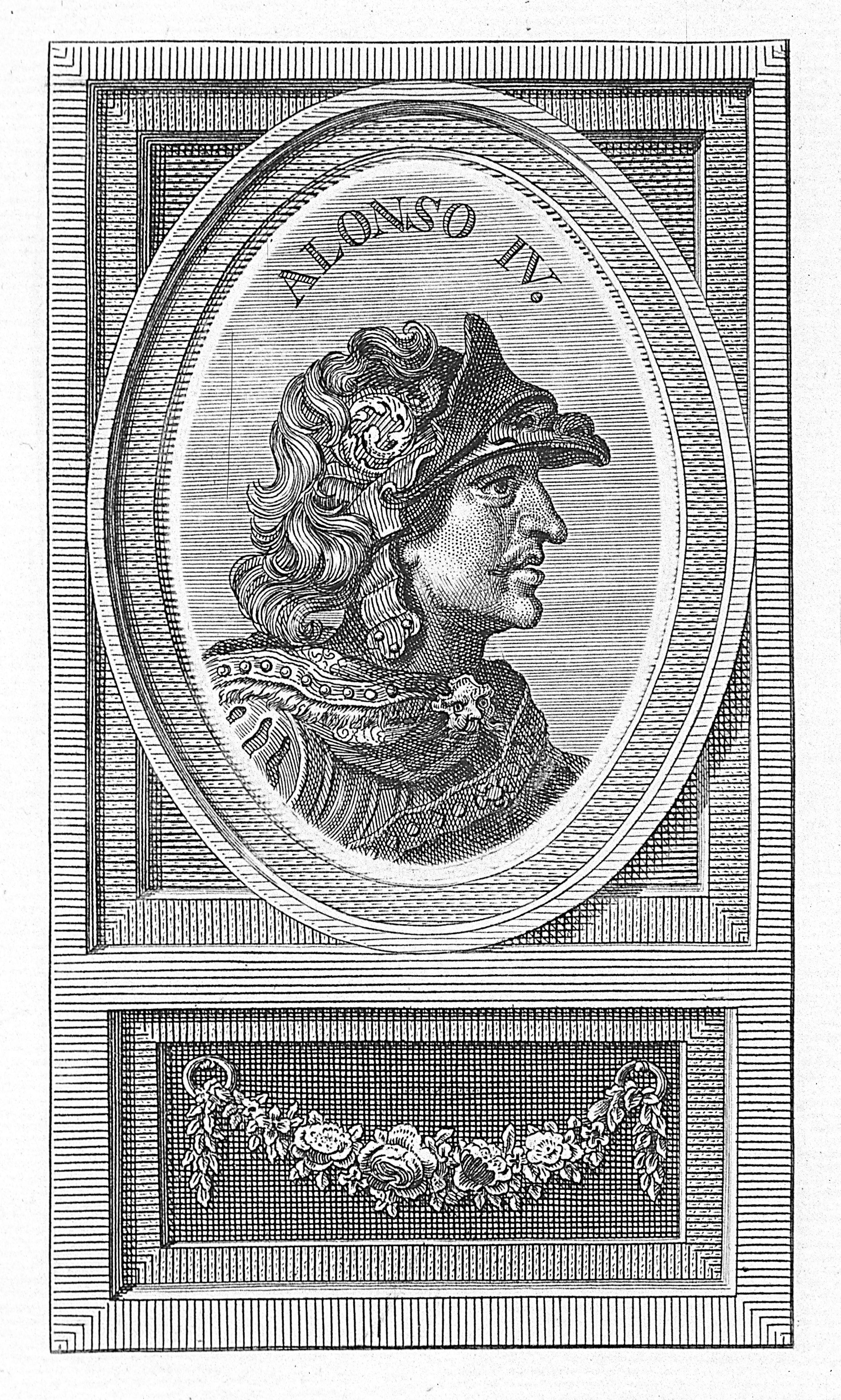
Alfons IV. král Asturie (1684)
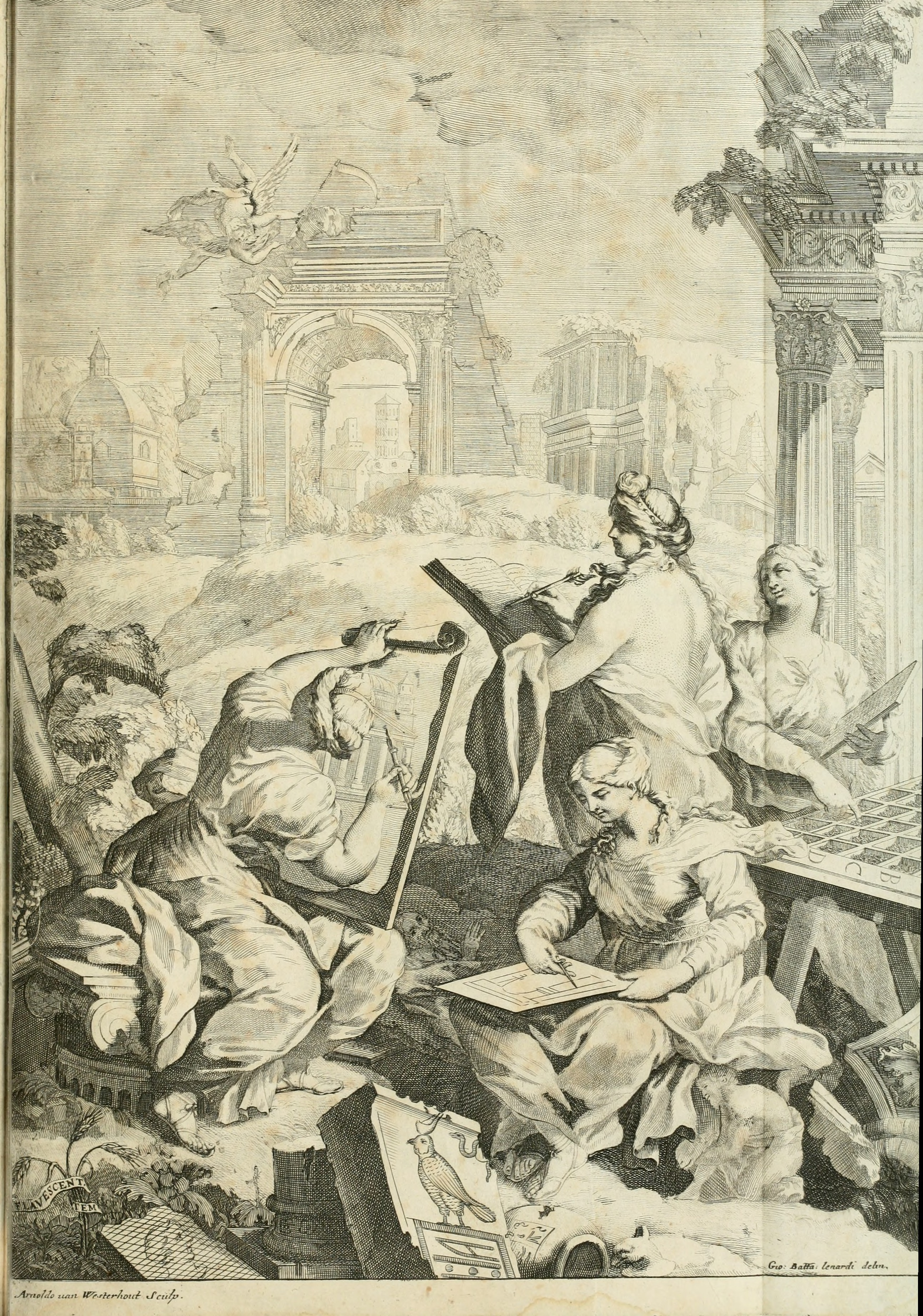
Antické památky (1690)
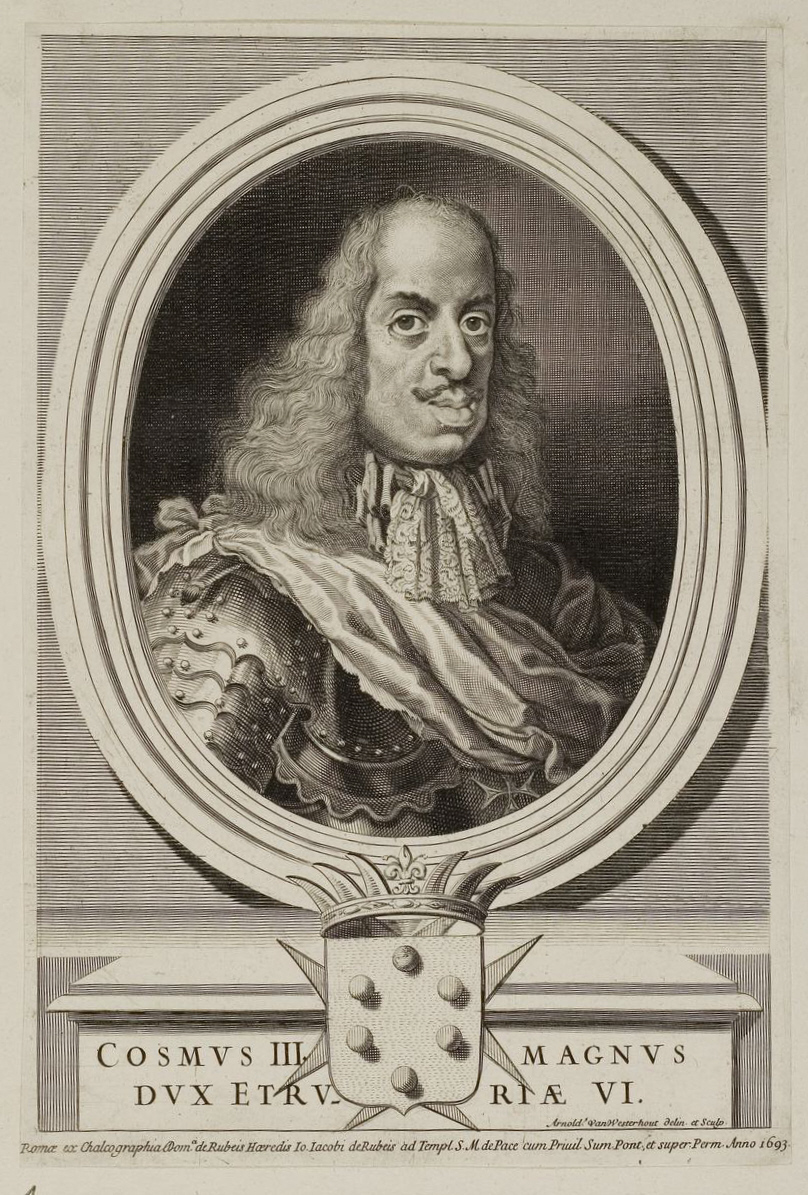
Cosimo III. Medicejský
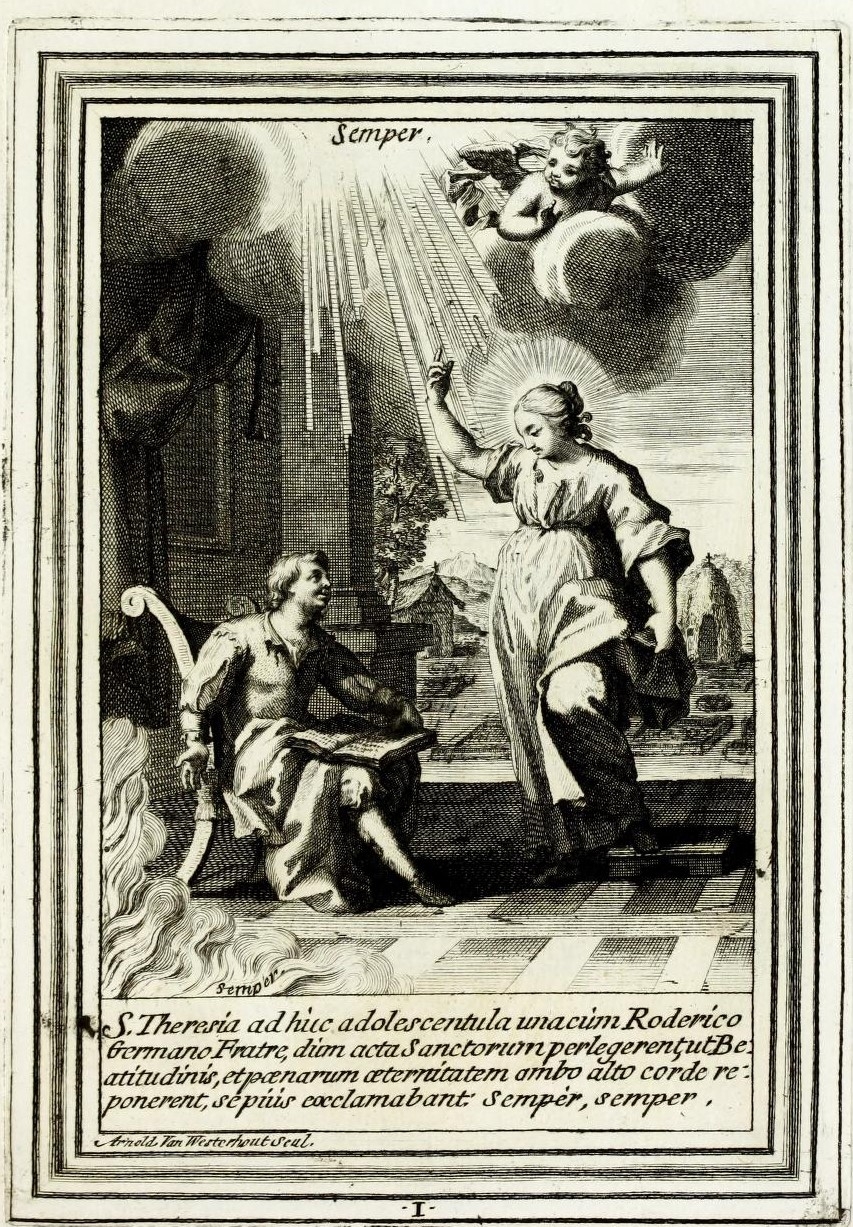
Terezie z Ávily s otcem (1719)
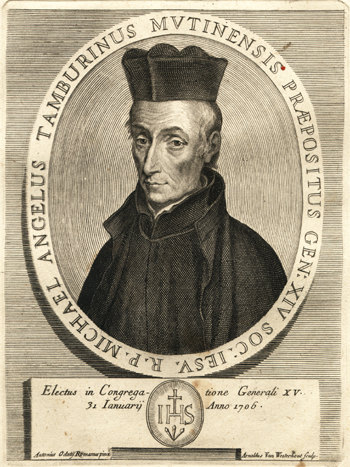
Michelangelo Tamburini, generál řádu jezuitů